# Astro-G
ASTRO-G (також відомий під назвою VSOP-2 і дуже рідко під назвою VSOP-B) — нереалізований проєкт космічного радіотелескопа Агентства аерокосмічних досліджень Японії. За проєктом, мав являти собою 9-метрову параболічну антену на навколоземній орбіті і використовуватись для радіоінтерферометрії з наддовгою базою. Проєкт був обраний для реалізації в 2006 році, але скасований в 2011 році через перевищення бюджету на складності з досягненням запланованих наукових цілей.

## Історія
Astro-G був обраний в лютому 2006 року, перемігши проєкт нової рентгенівської астрономічної місії (NeXT) і проєкт місії на Юпітер за допомогою сонячного вітрила. Фінансування почалося з 2007 фінансового року з бюджетом у 12 мільярдів єн, приблизно 100 мільйонів доларів США. Його планували запустити в 2012 році, але технічні труднощі з антеною телескопа, а також бюджетні обмеження призвели до призупинення розробки в 2010 фінансовому році. Зрештою проєкт був скасований у 2011 році через підвищення вартості та труднощі в досягненні наукових цілей.

## Опис місії
Телескоп мав бути виведений на еліптичну навколоземну орбіту з висотою апогею 25 000 км і висотою перигею 1000 км.
Він мав містити параболічну антену діаметром 9 м для спостереження на довжинах хвиль 8, 22 і 43 ГГц. Космічний телескоп мав використовуватися в поєднанні з наземними радіотелескопами для виконання радіоінтерферометрії з наддовгою базою. Очікувалося, що він матиме в десять разів вищу роздільну здатність і вдесятеро вищу чутливість, ніж його попередник HALCA.

## Наукові цілі
Основні цілі:
- Структура релятивістських струменів, області колімації та прискорення
- Структура акреційних дисків навколо активних ядер галактик
- Структура магнітних полів у протозорях

Додаткові цілі:
- Галактичні мазери в областях зореутворення
- Позагалактичні мегамазери
- Радіотихі квазари
- Рентгенівські подвійні, гравітаційні лінзи тощо.